# Саган-Жалгай (Нукутский район)
Саган-Жалгай (бур. Сагаан Жалга - белая падь) — деревня в Нукутском районе Усть-Ордынского Бурятского округа Иркутской области. Входит в состав муниципального образования «Целинный».

## География
Располагается примерно в 29 км от районного центра на высоте 523 метра над уровнем моря. Состоит из одной улицы (Лесная).

## Происхождение названия
Название Саган-Жалгай происходит от бурятского сагаан жалга — «белый овраг».

## Население
| 2002 | 2010 | 2011 | 2012 |
| ---- | ---- | ---- | ---- |
| 8    | ↘7   | →7   | →7   |